# Farfurie

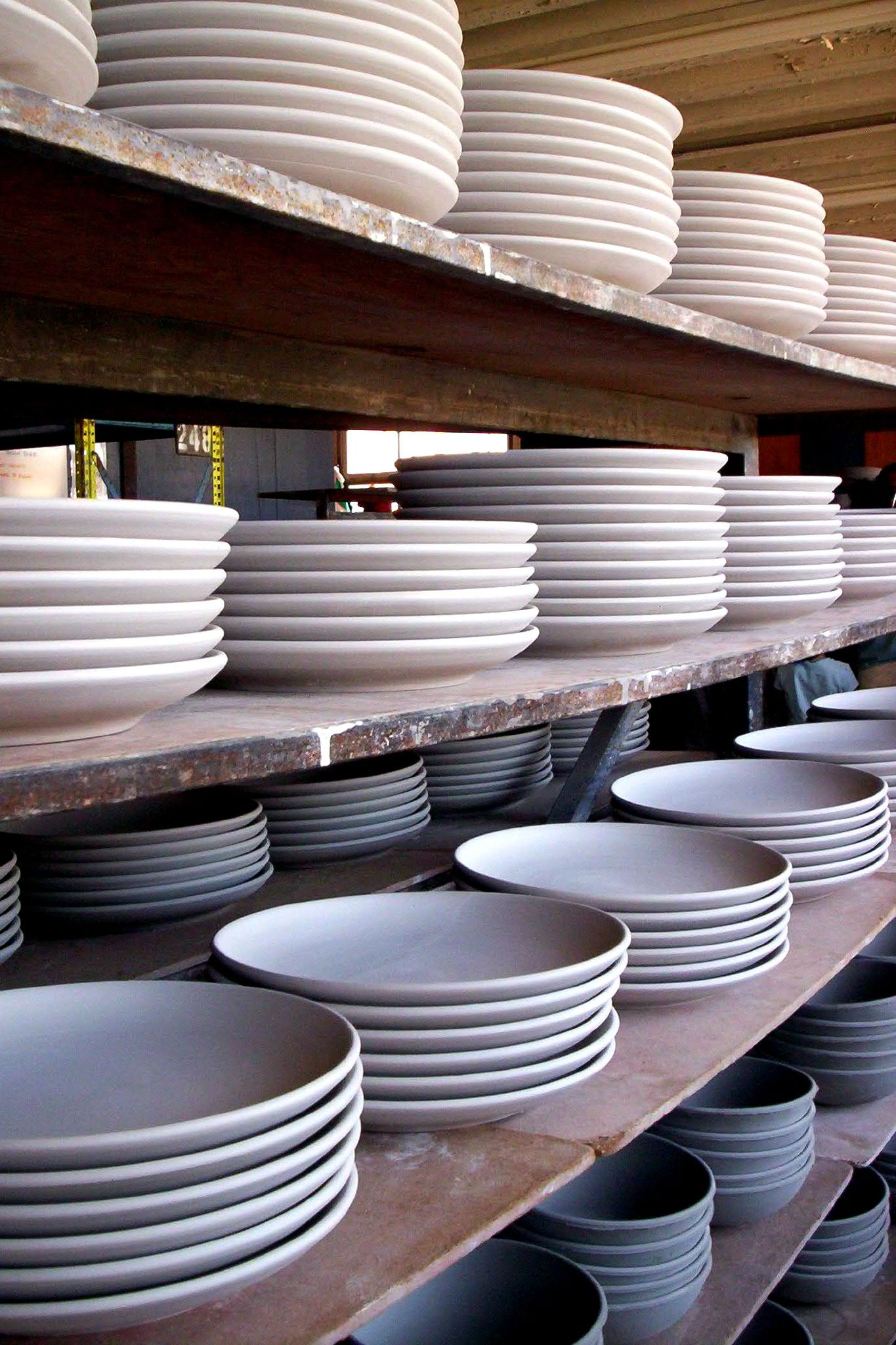
Set de farfurii

Farfuria (din limba turcă: fağfuri, limba neogreacă: farfuri,  numită popular și blid, talger, tipsie) este un obiect de faianță, de porțelan etc, de obicei de formă rotundă, cu marginile puțin ridicate și cu fundul plat sau adâncit, în care se servește mâncarea.  Primele farfurii erau făcute din lut, la fel cum mai toate vasele la acea vreme erau făcute din lut ars. Mai târziu au apărut și farfuriile din argint și aur, iar în prezent farfuriile pot fi făcute chiar și din materiale precum oțelul inox.

## Întrebuințare
Farfuriile sunt folosite în general pentru reținerea de mâncăruri lichide sau semilichide care nu au garnituri care manevrate greșit cu furculița și cuțitul ar vărsa conținutul lichid al mâncării. Spre exemplu, o supă sau ciorbă ar putea fi servite atât dintr-o farfurie cât și dintr-un castron, pe când o mâncare cu mult sos ar fi mai ușor servită dintr-un castron.
În restaurante se preferă folosirea exclusivă a farfuriilor, acestea dând un aspect mai elegant mâncării și sunt mai ușor de manevrat.

### Ca obiect decorativ
Farfuriile sunt adesea decorate cu diverse modele, motive tradiționale, sunt inscripționate sau uneori chiar pictate. Astfel de farfurii au început să fie colectate și păstrate ca obiecte decorative în secolul al XIX-lea. Astfel de farfurii de obicei comemorează un loc sau un eveniment dar pot prezenta și motive tradiționale aleatorii (exemple se găsesc în cele românești dar și chinezești).
Iată mai jos o galerie cu astfel de farfurii decorative:

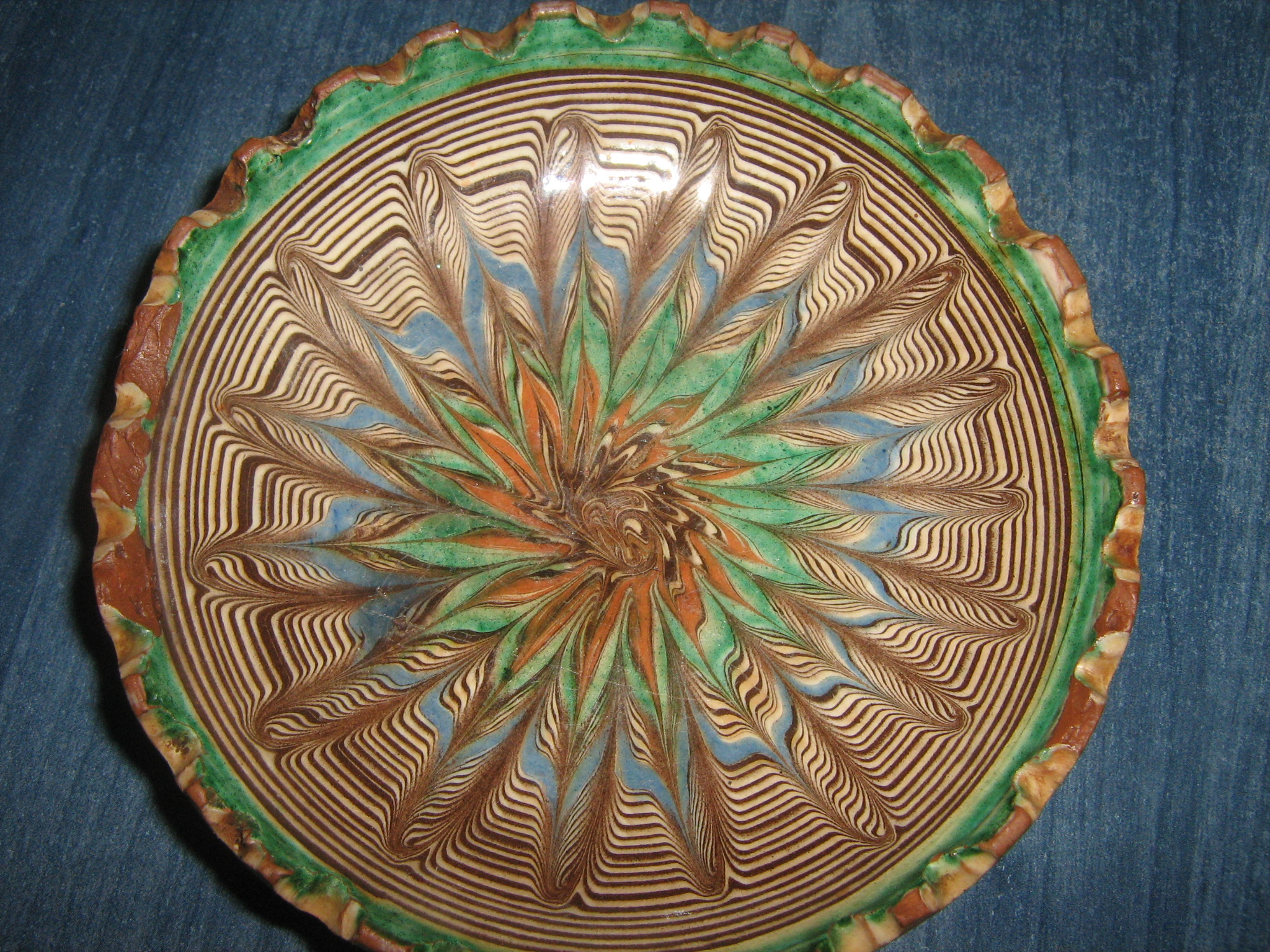
Farfurie decorativă românească - motiv tradiţional
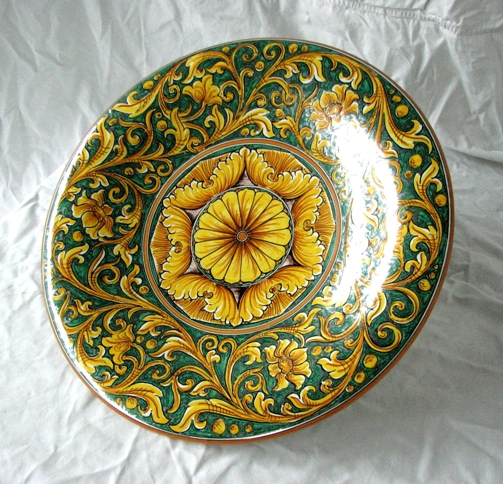
Model italian
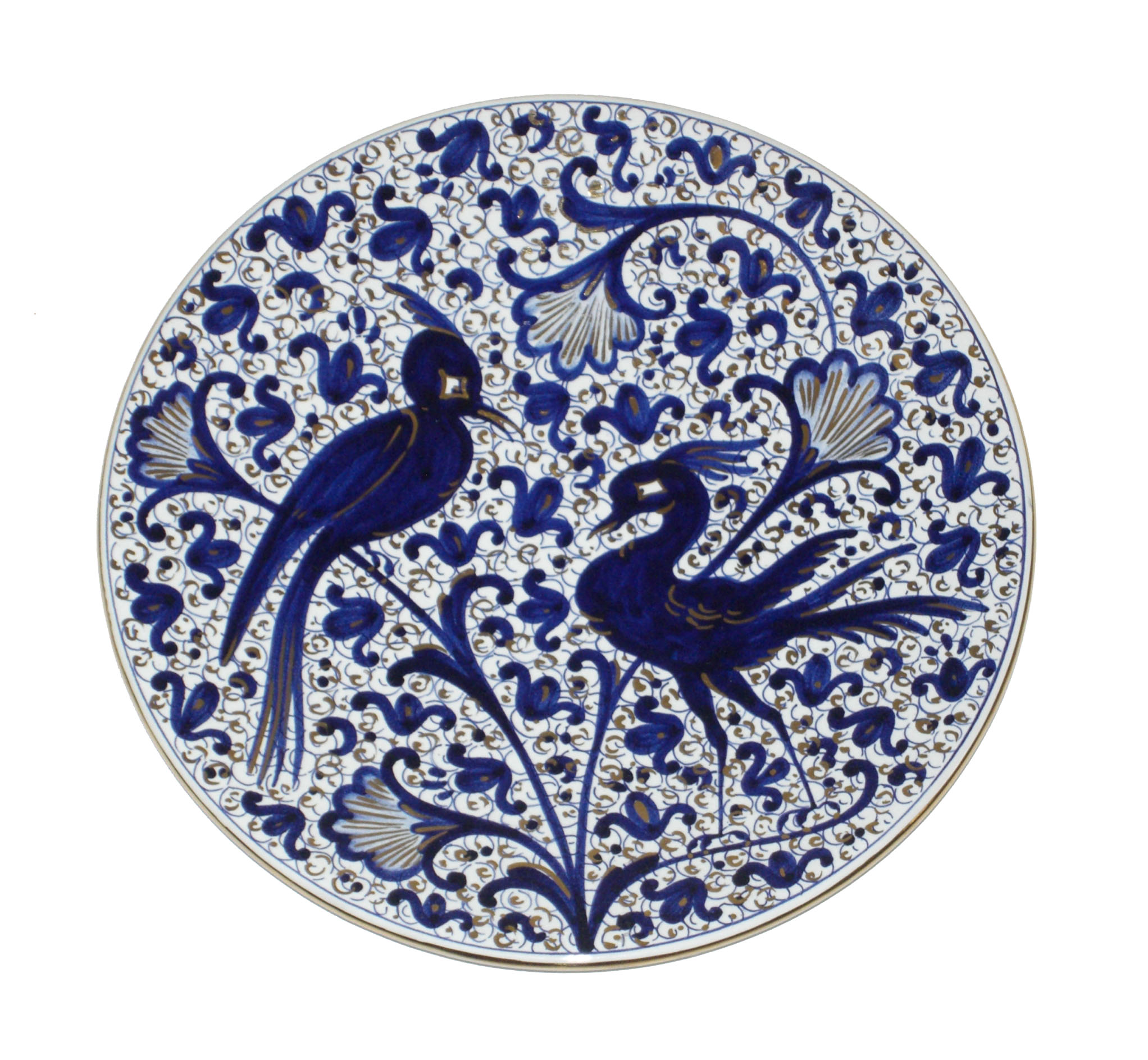
Alt model italian
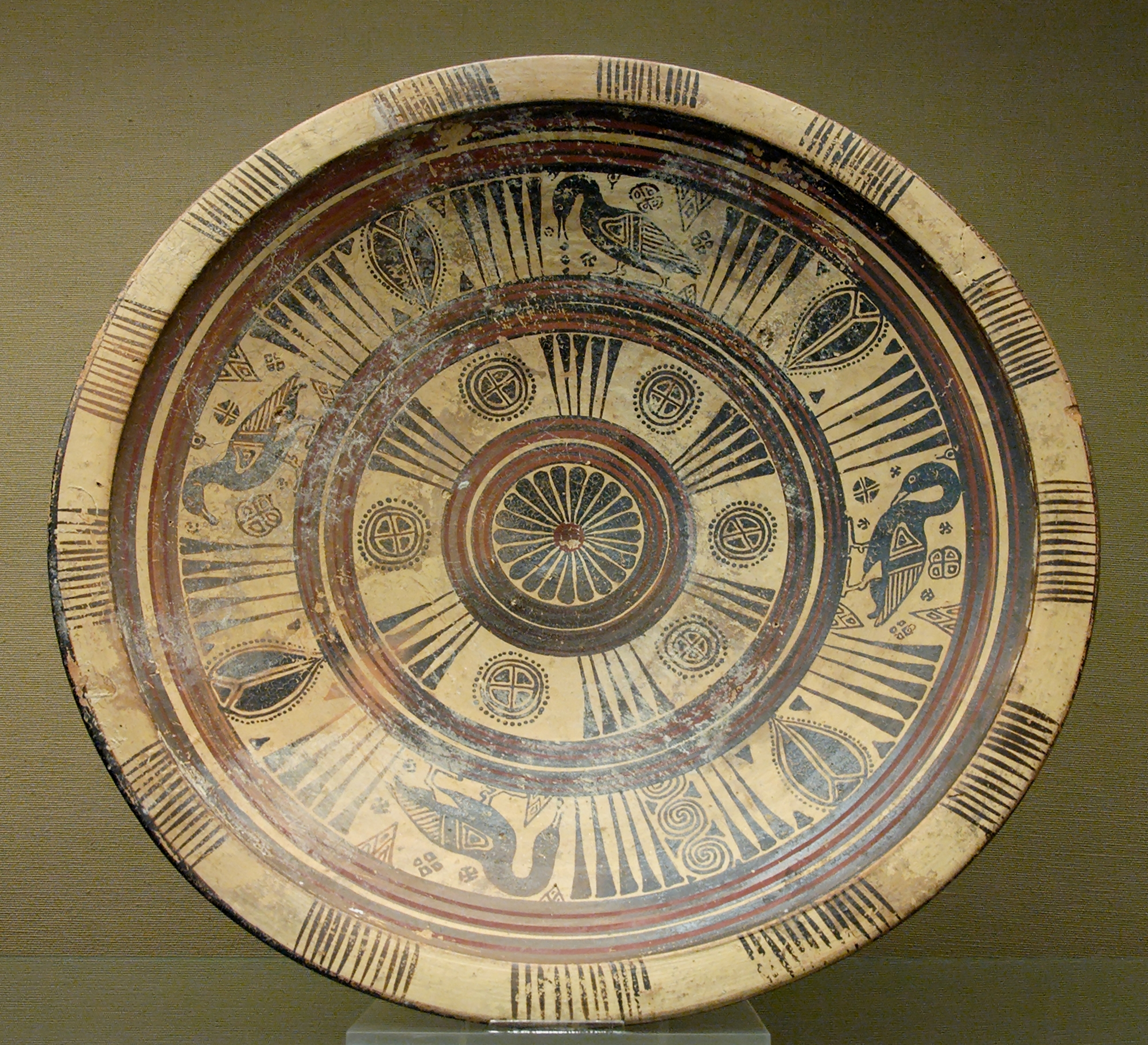
Model grecesc orientalizat
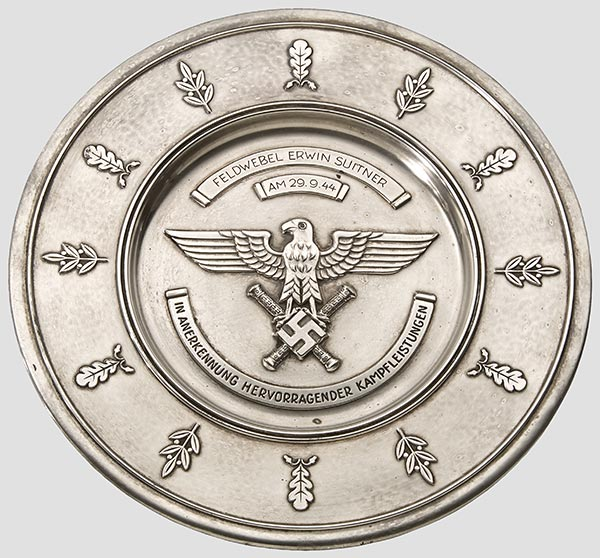
Farfurie nemţească
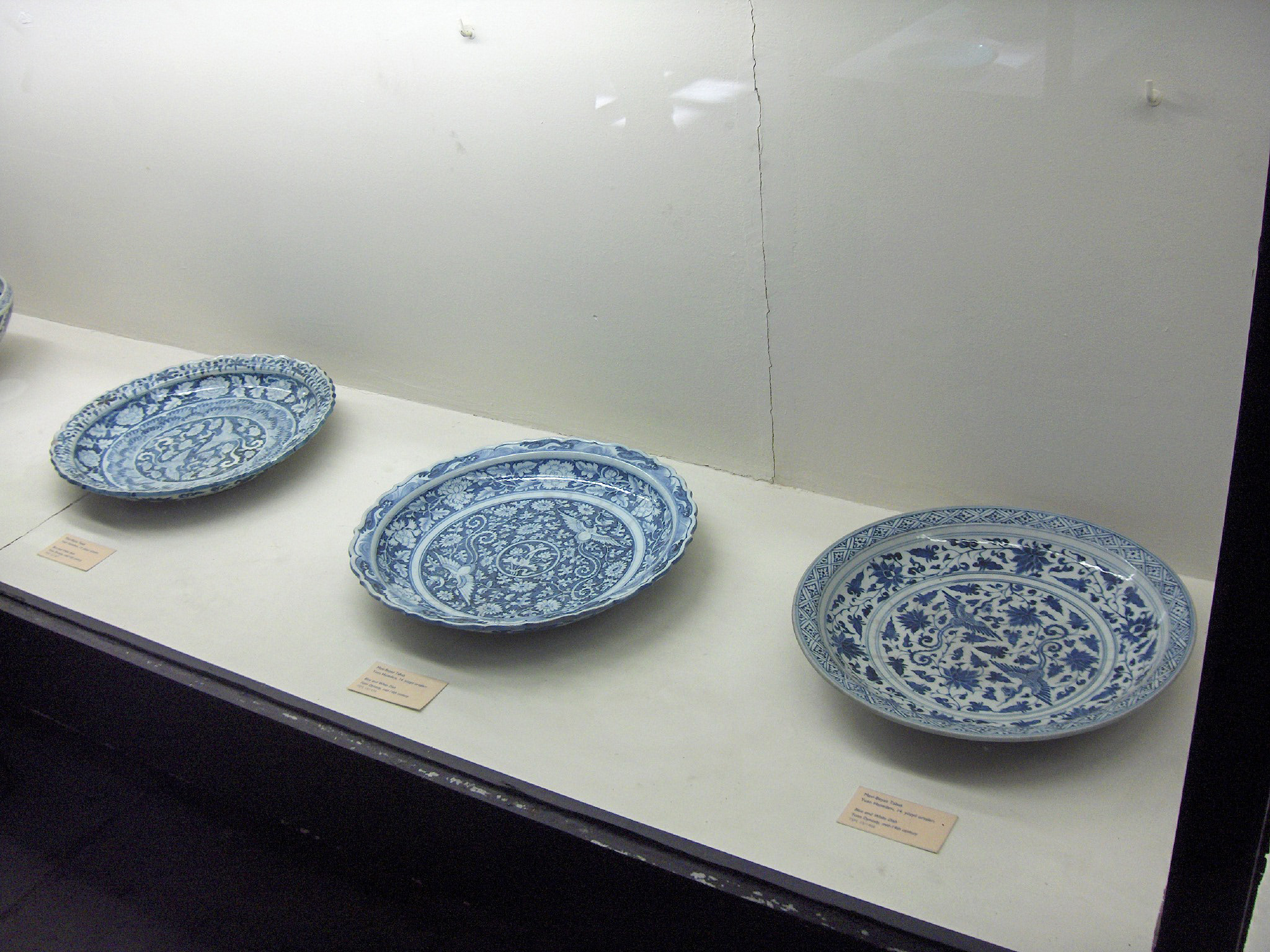
Farfurii chinezeşti